# Tusti
Tusti är en ort i Estland. Den ligger i Viiratsi kommun och landskapet Viljandimaa, i den centrala delen av landet, 130 km sydost om huvudstaden Tallinn. Tusti ligger 54 meter över havet och antalet invånare är 147.
Terrängen runt Tusti är platt, och sluttar österut. Runt Tusti är det glesbefolkat, med 13 invånare per kvadratkilometer. Närmaste större samhälle är Viljandi, 12,5 km väster om Tusti. I omgivningarna runt Tusti växer i huvudsak blandskog.